# 社会構造
社会構造（しゃかいこうぞう）とは社会学用語の一つ。社会においての人々の相互関係や相互作用の形態であったり、社会において定められている制度や組織などといった事柄のことを言う。構造という語はもともとは地質や建物といった有形物の仕組みを表す語であり、一度できたならば長期間にわたって存続するようなものを表す語であるから、これを社会の形態として表すならば比喩的用法ということになり抽象度が高いということになる。